# إيرول بارنت
إيرول بارنت (بالإنجليزية: Errol Barnett) هو مراسل أمريكي، ولد في 3 أبريل 1983 في ميلتون كينز في المملكة المتحدة.

## وصلات خارجية
- إيرول بارنت على موقع IMDb (الإنجليزية)